# Elijjahu Sason
Elijjahu Sason (ur. 2 lutego 1902 w Damaszku, zm. 8 października 1978 w Izraelu) – izraelski polityk, poseł  do Knesetu w latach 1965–1974, minister.

## Życiorys

### Wczesne lata
Urodził się w Damaszku w Syrii, wówczas w Imperium osmańskim. Odebrał tradycyjne wykształcenie żydowskie, a następnie ukończył studia na Uniwersytecie Świętego Józefa w Bejrucie.
W 1919 był zaangażowany w arabskim ruchu nacjonalistycznym, dążącym do wyzwolenia Syrii. Edytował w Damaszku żydowsko-arabski dziennik „Al-Hayat”, który promował dobre stosunki pomiędzy Żydami a Arabami. W 1920 wyjechał do brytyjskiego Mandatu Palestyny, gdzie rozpoczął pracę jako elektryk. Bardzo szybko został zauważony przez Agencję Żydowską, która zatrudniła go jako dziennikarza i wykładowcę stosunków na Bliskim Wschodzie.

### Kariera polityczna
W latach 1933–1948 kierował Departamentem Arabskim Agencji Żydowskiej i odbył wiele podróży oraz spotkań z arabskimi przywódcami. Podczas tych podróży gromadził informacje wywiadowcze o stanie gospodarki i nastrojów społecznych. W 1948 został dyrektorem generalnym Departamentu Bliskiego Wschodu w Ministerstwie Spraw Zagranicznych Izraela (do 1950). W 1949 był członkiem izraelskiej delegacji negocjującej Porozumienia z Rodos, a następnie na Konferencji w Lozannie.
W latach 1950–1952 prowadził rozmowy izraelsko-tureckie. W latach 1953–1960 był ambasadorem we Włoszech, a następnie 1960–1961 w Szwajcarii. Po powrocie do kraju, premier Dawid Ben Gurion powołał go na funkcję ministra komunikacji (1961–1967). Podczas wyborów parlamentarnych w 1965 wszedł w skład VI Knesetu z ramienia Koalicji Pracy. W rządzie Lewiego Eszkola otrzymał ponownie tekę ministra komunikacji (do 2 stycznia 1967) oraz od 2 stycznia 1967 ministra bezpieczeństwa wewnętrznego (1967–1969). Wszedł także w skład VII Knesetu. Pracował jako członek parlamentarnej komisji spraw wewnętrznych, komisji pracy oraz komisji spraw zagranicznych i obrony.